# Puente antiguo de Ricobayo
El puente antiguo de Ricobayo erróneamente llamado antiguo puente romano de Ricobayo, es un puente medieval, de aproximadamente el siglo XIII, situado sobre el río Esla en la localidad de Ricobayo de Alba, en la provincia de Zamora, España.
Situado en el antiguo camino que enlazaba Zamora con Alcañices y Braganza en Portugal, sirvió posteriormente, y hasta la construcción de la presa de Ricobayo, como parte del trazado de la carretera N-122.

## Historia
Su origen ha sido objeto de estudio y debate por parte de grandes historiadores. Algunos autores lo remontan a la época de los romanos, alegando la existencia de tramos de calzada en sus proximidades, si bien no se ha documentado. Lo cierto es que la fábrica que se conserva es homogénea y medieval con bóvedas apuntadas probablemente posteriores al siglo XII.
El capitán naval y académico de la Real Academia de la Historia, Cesáreo Fernández Duro, señaló que hubo un puente anterior, que se hundió a la vez que el de Zamora con el terremoto de 939, que borró también las trazas de la calzada antigua. Manuel Gómez-Moreno fecha el puente en los inicios del siglo XIII. Tomás López aseguraba que los desperfectos que presentaba el puente a finales del siglo XVIII habían sido causados en las diferentes guerras hispano-portuguesas. Según Pascual Madoz, su construcción ocurrió en "tiempos remotos" y era notable su gran longitud y altura sobre el Esla.
Durante la Guerra de la Independencia Española se volaron varias de sus bóvedas dejándolo en el primer tercio del siglo XIX totalmente abandonado y destruido. Fue reconstruido entre 1841 y 1843 por el ingeniero J. M. Pérez y ampliado en 1870 por Práxedes Mateo Sagasta para permitir el paso de la carretera de Zamora a Alcañices y Braganza, al mismo tiempo que Sagasta impulsaba aguas arriba el puente de la Estrella de 1869 para la carretera Villacastín-Vigo. En las Memorias de carreteras de 1883 del Ministerio de Fomento ya aparecía descrito como puente oficial de la carretera a Alcañices y Portugal.
Desde la crecida del Esla por la puesta en marcha de la presa de Ricobayo, va camino de cumplirse un siglo desde que no se ha vuelto a ver al descubierto, convirtiéndose en una de las infraestructuras más singulares de España que se hallan sumergidas.

## Características
Situado en el antiguo camino que enlazaba Zamora con Alcañices y Braganza en Portugal, sirvió posteriormente, y hasta la construcción de la presa de Ricobayo, como parte del trazado de la carretera N-122.
Se halla sumergido muy próximo al cuerpo de hormigón de la presa de Ricobayo. Antes de la construcción del embalse, se encontraba completamente encajado entre los escarpes del río Esla, y sus accesos por ambas márgenes resultaban muy pendientes y con curvas de radio estricto, incluso después de trazarse la carretera N-122.
Fue construido a base de sillería en las bóvedas, tajamares, pretiles y aristas, y de mampostería en el resto. El puente contaba con dos órdenes superpuestos. El inferior, de traza medieval, tenía cinco bóvedas ojivales desiguales y tres tajamares de planta triangular en las pilas centrales en el alzado de las aguas arriba; la central fue volada por los franceses en la Guerra de la Independencia Española junto a las dos bóvedas adyacentes, y fueron reconstruidos al acometer las obras de la carretera de Alcañices, añadiéndose entonces la hilera superior de ocho bóvedas de cañón para elevar la rasante.
Las luces de las bóvedas oscilaban entre los 5,70 y los 14,20 m.